# Вторая Сеульская операция
Вторая Сеульская операция — сражение Корейской войны.

## Предыстория
15 сентября войска ООН начали высадку в Инчхоне. Из частей Корейской народной армии в районе Сеула в этот момент находились лишь 18-я пехотная бригада в составе шести батальонов и сапёрные подразделения. Пока велись бои за Инчхон, эти отряды начали работы по созданию оборонительного рубежа на восточном берегу реки Анчунчон, но необходимых войск для его занятия не было. 17 сентября американские войска, сбив слабые отряды прикрытия, заняли аэродром Кымпхо, одновременно приступив к форсированию реки Ханган северо-западнее Сеула и выходу в район Ендынпхо. После захвата аэродрома Кымпхо американское командование перебазировало на него боевую авиацию. С 19 сентября на этот аэродром транспортная авиация США начала доставлять вооружение, боеприпасы и продовольствие.
Для организации обороны сеульского направления 17 сентября была создана Сеульская группа войск под командованием министра обороны КНДР Цой Ен Гена, кроме того, по приказу Главного командования КНА в район Сеула перебрасывались снимаемые с фронта части 1-й, 9-й пехотных и 17-й механизированных дивизий. Однако вследствие слабой организации связи, отсутствия чёткого управления и неполной боевой готовности выделенных войск, к 19 сентября в районе Сеула сосредоточились лишь полицейский и пограничный полки, 78-й и 70-й отдельные пехотные полки, два полка 18-й пехотной дивизии (формируемой на основе 18-й пехотной бригады), железнодорожный и сапёрный батальоны. В Сеуле укреплялись пригороды, строились баррикады; к оборонительным работам привлекались десятки тысяч жителей города.

## Ход боевых действий
К 21 сентября войска ООН на сеульском направлении, сосредоточив все силы морского десанта, сломили сопротивление разрозненных частей и подразделений КНА, вышли к реке Ханган и приступили к форсированию её на широком фронте. В течение 21 и 22 сентября войска КНА отражали атаки противника, но 23 сентября американцы сумели ворваться в город, завязались уличные бои.
В связи с тем, что наступавшие навстречу друг другу войска с инчхонского плацдарма и пусанского периметра создали угрозу рассечения фронта северокорейских войск, Главное командование КНА 25 сентября приняло решение об отводе войск 1-й армейской группы за 38-ю параллель в общем направлении на Тэджон и Сеул. Командующему сеульской группой войск приказывалось сохранить прибывающие резервы, занять оборону севернее, восточнее и южнее Сеула и воспрепятствовать продвижению противника в восточном и юго-восточном направлениях. Однако эти мероприятия уже не могли оказать существенного влияния на ход событий. Управление войсками со стороны штабов фронта и армейских групп было нарушено. Войска КНА отступали на север разрозненными группами.
Американское командование 24 и 25 сентября перебросило из Японии на аэродром Кымпхо 187-й парашютно-десантный полк для усиления войск, наступавших на Сеул с северо-запада. Стремясь добиться более существенных результатов, американская авиация произвела мощную бомбардировку города с применением зажигательных веществ, в результате чего в городе вспыхнули пожары, уничтожившие целые районы.
27 сентября части 7-й американской пехотной дивизии, наступавшие через Сувон на юг, южнее Усана встретились с передовыми частями 1-й кавалерийской дивизии, наступавшими из района Тайгу. Этими действиями было завершено оперативное окружение 1-й армейской группы в южной части Кореи. 28 сентября части КНА были вынуждены оставить Сеул, отступить на север и занять оборону на фронте от Консонри до высоты 638.

## Результаты
К 28 сентября численность дивизий КНА едва достигала 20 % штатного состава. В пехотных полках, действовавших на фронте, оставалось по 100—120 солдат и офицеров, подчас не имевших оружия и боеприпасов. В сложившейся обстановке Главное командование КНА приняло решение на отвод всех войск за 38-ю параллель. С этой целью войскам Сеульской группы было приказано сдержать наступление противника на фронте Консонри, Ыденпу, Иоотири, Кансенри, и к 5 октября обеспечить отход 2-й армейской группы на заранее подготовленный рубеж обороны по линии 38-й параллели. Несмотря на атаки американских и южнокорейских войск, сеульской группе войск КНА удалось выполнить поставленную командованием задачу: к 38-й параллели войскам ООН удалось выйти лишь 8 октября (по другим данным, южнокорейские войска пересекли 38-ю параллель ещё 30 сентября).
29 сентября на торжественной церемонии командующий войсками ООН Дуглас Макартур официально передал освобождённый Сеул президенту Южной Кореи Ли Сын Ману.